# 漢斯·夏隆
漢斯·夏隆（德語：Hans Bernhard Scharoun，1893年9月20日—1972年11月25日），生於不來梅，逝世於柏林。德國建築師，為有機建築最具代表性人物。